# Mammillaria berkiana
Mammillaria berkiana är en kaktusväxtart som beskrevs av A.B. Lau. Mammillaria berkiana ingår i släktet Mammillaria och familjen kaktusväxter. Inga underarter finns listade i Catalogue of Life.